# Panjabi
El Panjabi és un idioma indoari parlat pels habitants de la històrica regió del Panjab (avui dividida entre el Pakistan i l'Índia) i la seva diàspora. Els parlants inclouen adeptes a l'islam, el sikhisme i l'hinduisme. Té uns 120 milions de parlants nadius, cosa que la fa aproximadament la desena llengua més parlada del món. És una llengua tonal L'estàndard escrit del panjabi, com a mínim des de fa 1.000 anys, ha estat basat en el dialecte Majhi, el dialecte de la regió històrica de Majha, que s'estén per Lahore i uns altres districtes de la província del Panjab (Pakistan) i els districtes d'Amritsar i Gurdaspur de l'estat del Panjab de l'Índia. El panjabi és la llengua familiar de la pràctica totalitat dels pakistanesos immigrats a terres catalanes, així com de la totalitat dels sikhs, cosa que la converteix en una de les llengües estrangeres més parlades quotidianament a Catalunya.

## Etimologia
La paraula panjabi s'ha derivat de la paraula panj-āb, que en persa significa "Cinc aigües", fent referència als cinc principals afluents orientals del riu Indus. El nom de la regió va ser introduït pels conqueridors turco-perses del sud d'Àsia i era una traducció del nom sànscrit, panchanada, que significa 'Terra dels Cinc Rius'.
Panj és cognat al sànscrit pañca (पञ्च), al grec pénte (πέντε) i al lituà penki, tots els quals signifiquen "cinc"; āb està relacionat amb el sànscrit áp (अप्) i amb l'Av-  d'Avon. La regió històrica del Punjab, ara dividida entre l'Índia i el Pakistan, està definida fisiogràficament pel riu Indus i aquests cinc afluents. Un dels cinc, el riu Beas, és un afluent d'un altre, el Sutlej.

## Història

### Origen
El panjabi es va desenvolupar a partir de les llengües pràcrit i més tard l'ababhraṃśa (sànscrit: अपभ्रंश, desviat / discurs no gramatical) A partir de l'any 600 aC, el sànscrit es va desenvolupar com a llenguatge literari i administratiu estàndard i moltes llengües regionals van evolucionar en diferents llengües pràcrit en diferents parts de l'Índia. Totes aquestes llengües s'anomenen llengües prakrit (sànscrit: प्राकृत, prākṛta). El paishachi era una d'aquestes llengües prakrit, que es parlava al nord i nord-oest de l'Índia i el panjabi es va desenvolupar a partir d'aquest pràcrit. Més tard, al nord de l'Índia, el paishachi va donar lloc al paishachi apabhraṃśa, un descendent de Prakrit. El panjabi va sorgir com a apabhramsha, una forma evolucionada de pràcrit, al segle VII dC i es va fer estable al segle X. Els primers escrits en panjabi pertanyen a l'era Nath Yogi del segle IX al XIV. El llenguatge d'aquestes composicions s'apropa morfològicament al sauraseni apbhramsa, encara que el vocabulari i el ritme estan carregats d'extrems col·loquialisme i folklore. Entre 1317 i 1318, Amir Khusrau es va referir a la llengua parlada pels habitants de la zona de Lahore com a lahauri. L'etapa precursora del panjabi entre els segles X i XVI s'anomena "punjabi antic", mentre que l'etapa entre els segles XVI i XIX s'anomena "punjabi mig".

### Panjabi modern
El panjabi modern va sorgir al segle XIX a partir del punjabi mig. El panjabi modern té dues varietats principals, el panjabi occidental (Lahnda Punjab) i el panjabi oriental (Charda Punjab), que tenen molts dialectes i formes, parlats en total per més de 150 milions de persones. El dialecte majhi, que és de transició entre les dues varietats principals, s'ha adoptat com a panjabi estàndard a l'Índia i el Pakistan per a l'educació i els mitjans de comunicació. El dialecte majhi es va originar a la regió Majha del Panjab.
A l'Índia, el punjabi s'escriu amb l'escriptura gurmukhī a les oficines, escoles i mitjans de comunicació. El gurmukhi és l'escriptura estàndard oficial del panjabi, tot i que sovint s'escriu de manera no oficial en alfabet llatí a causa de la influència de l'anglès, una de les dues llengües oficials principals de l'Índia a nivell de la Unió.
Al Pakistan, el panjabi s'escriu generalment utilitzant l'escriptura xahmukhī, que en els estàndards literaris és idèntica a l'alfabet urdú, però s'han fet diversos intents per crear certs caràcters diferents a partir d'una modificació dels caràcters perses nastaʿlīq.

## Distribució geogràfica

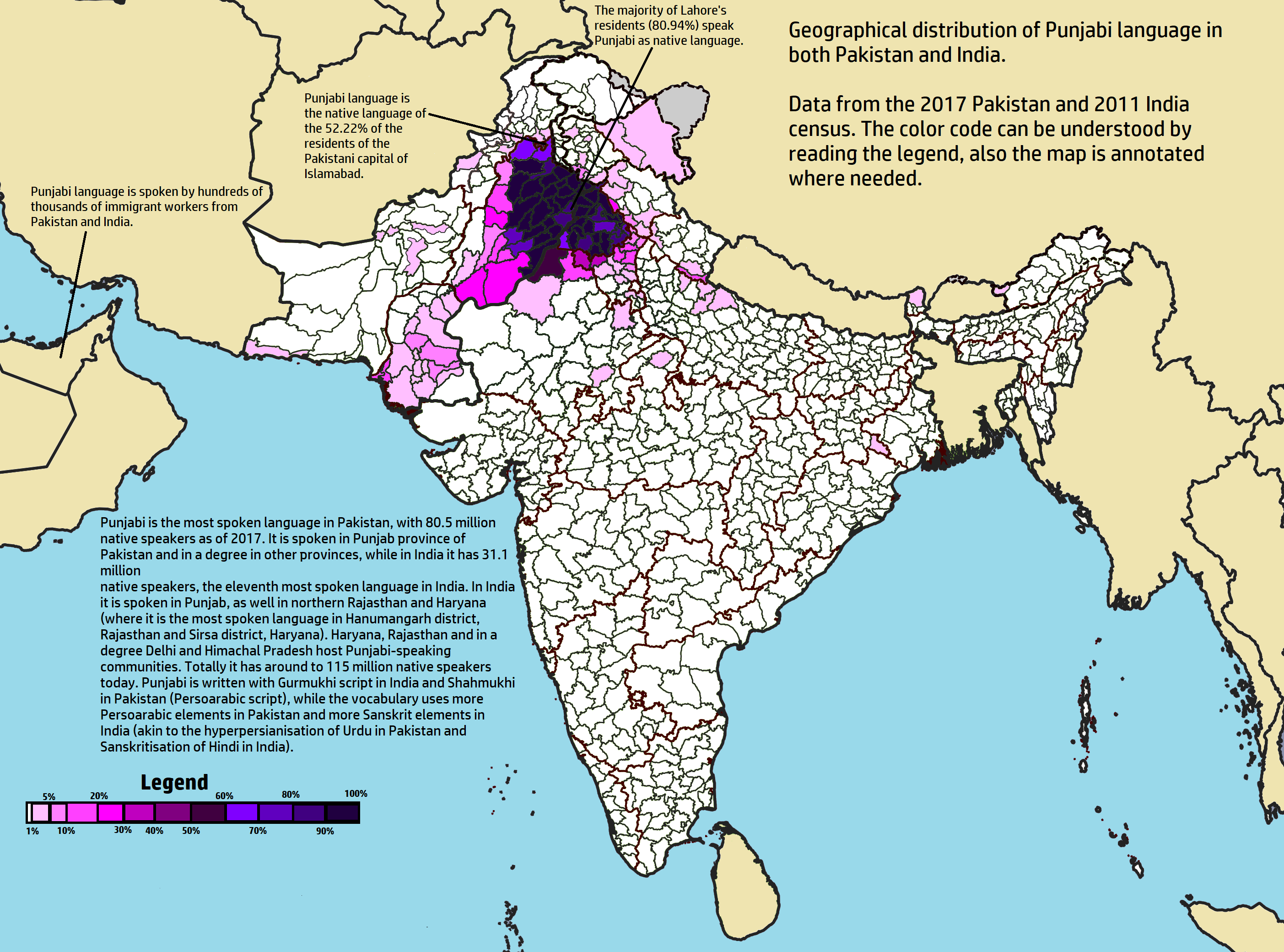
Distribució geogràfica de la llengua panjabi al Pakistan i l'Índia.

El panjabi és la llengua més parlada al Pakistan, l'onzena més parlada a l'Índia i també està present a la diàspora panjabi de diversos països.

### Pakistan
El panjabi és la llengua més parlada al Pakistan, sent la llengua nativa de 88,9 milions de persones, o aproximadament el 37% de la població del país.
| Any  | Població del Pakistan | Percentatge | Parlants de Punjabi |
| ---- | --------------------- | ----------- | ------------------- |
| 1951 | 33,740,167            | 57.08%      | 22,632,905          |
| 1961 | 42,880,378            | 56.39%      | 28,468,282          |
| 1972 | 65,309,340            | 56.11%      | 43,176,004          |
| 1981 | 84,253,644            | 48.17%      | 40,584,980          |
| 1998 | 132,352,279           | 44.15%      | 58,433,431          |
| 2017 | 207,685,000           | 38.78%      | 80,540,000          |
| 2023 | 240,458,089           | 36.98%      | 88,915,544          |

A partir dels censos de 1981 i 2017, respectivament, els parlants de les varietats Saraiki i Hindko del panjabi occidental ja no estaven inclosos en les xifres totals del panjabi, la qual cosa explica l'aparent disminució. Tanmateix, els parlants de pothwari s'inclouen en el nombre total de panjabi.

### Índia

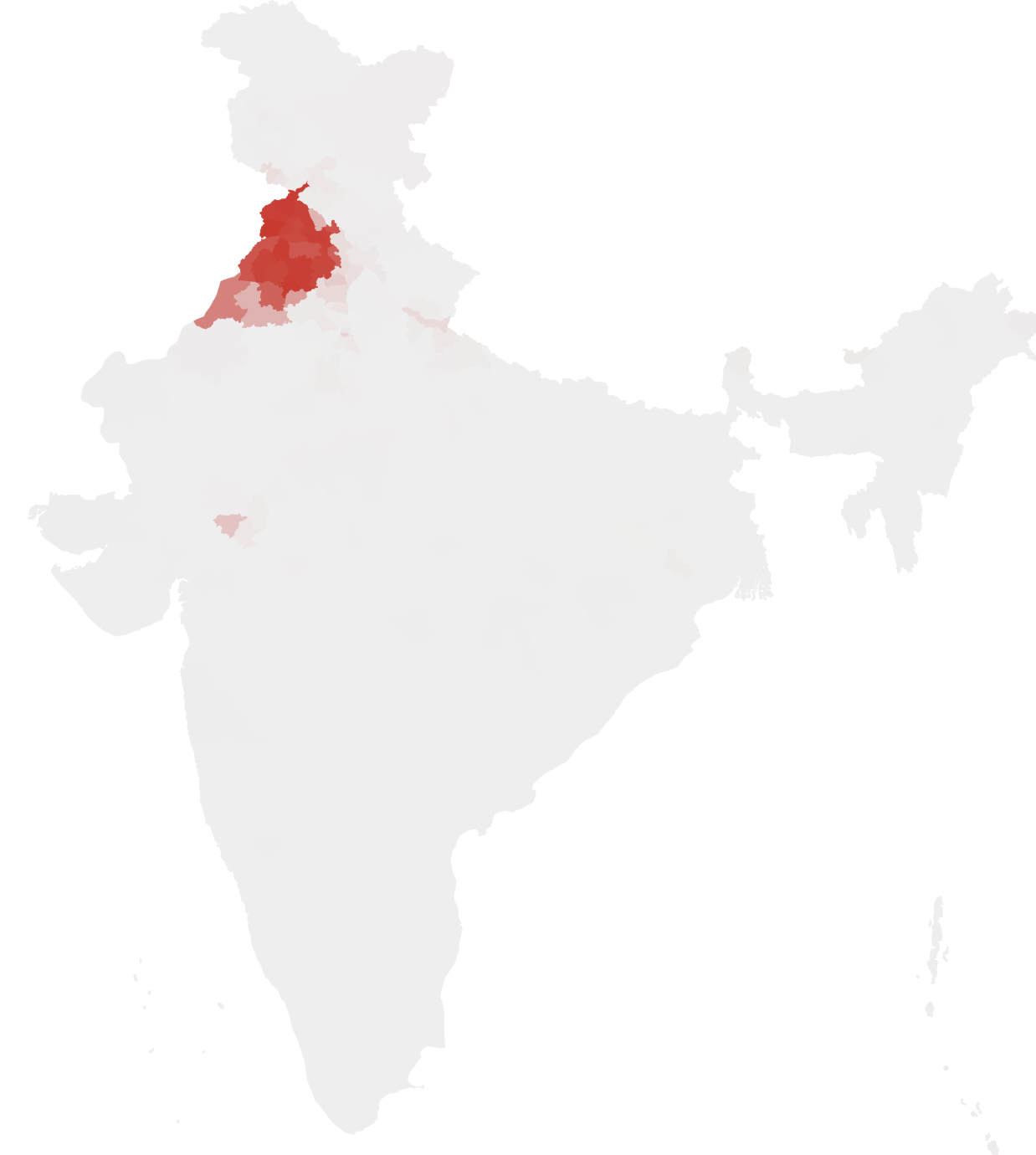
Distribució del Panjabi a l'Índia.

El panjabi és la llengua oficial de l'estat indi de Panjab i té l'estatus d'idioma oficial addicional a Haryana i Delhi. Alguns dels seus principals centres urbans al nord de l'Índia són Amritsar, Ludhiana, Chandigar, Jalandhar, Ambala, Patiala, Bathinda, Hoshiarpur, Firozpur i Delhi.
En el cens de l'Índia de 2011, 31,14 milions de persones van mostrar el panjabi com la seva llengua. Les publicacions del cens l'agrupen amb parlants de "llengues maternes" relacionades com el bagri i el bhateali per arribar a la xifra de 33,12 milions.
| Any  | Població de l'Índia | Parlants de Punjabi a l'Índia | Percentatge |
| ---- | ------------------- | ----------------------------- | ----------- |
| 1971 | 548,159,652         | 14,108,443                    | 2.57%       |
| 1981 | 665,287,849         | 19,611,199                    | 2.95%       |
| 1991 | 838,583,988         | 23,378,744                    | 2.79%       |
| 2001 | 1,028,610,328       | 29,102,477                    | 2.83%       |
| 2011 | 1,210,193,422       | 33,124,726                    | 2.74%       |

### Diàspora panjabi
El panjabi també es parla com a llengua minoritària en diversos altres països on els seus parlants han emigrat en gran nombre, com els Estats Units, Austràlia, el Regne Unit i el Canadà.
Hi havia 670.000 parlants nadius del panjabi al Canadà el 2021, 300.000 al Regne Unit el 2011, 280.000 als Estats Units i un nombre menor a altres països.
Parlants de panjabi per país:
| Estat          | Nombre de parlants nadius |
| -------------- | ------------------------- |
| Pakistan       | 88,915,544                |
| Índia          | 33,124,726                |
| Aràbia Saudita | 800,000                   |
| Canadà         | 670,000                   |
| Regne Unit     | 291,000                   |
| Estats Units   | 280,867                   |
| Austràlia      | 239,033                   |
| EAU            | 201,000                   |

## Exemples dels dialectes panjabi
| Català                                    | Majhi, Amritsari                                          | Pothohari                      | Dogri                           | Multani/Saraiki                        | Kangri |
| ----------------------------------------- | --------------------------------------------------------- | ------------------------------ | ------------------------------- | -------------------------------------- | ------ |
| Què estàs fent? (masculí)                 | Ki karan daya va?                                         | Ka karne uo?                   | Ke karde o?                     | Kiya kaarainday paiy ho?               |        |
| Què estàs fent? (masculí adreçat a dones) | Ki karan dayi aan?                                        | Ka karani ay?                  | Ke karani ae?                   | Kiya Kaaraindi Paayin?                 |        |
| Com estàs?                                | Ki haal aya,                                              | Keh aal e?                     | ke aal a?                       | Kya Hall hai?                          |        |
| Parles Panjabi?                           | Tu Punjabi Bolda va?                                      | Punjabii bolne uo?             | Punjabi bolde o?                | Kya punjabi alainday way?              |        |
| D'on ets?                                 | Tuhin kidhr to o?/ Tuhi kidron o?                         | Tusa kudhr nay aiyo?           | Tus kudhr to o?                 | Tusan Kitho Kolo Ayay ho?              |        |
| M'ha agradat molt de conèixer-te          | Me tuhanu mill k bohot khush ah                           | Tusan milay tay boo khushi oye | Tusan nu miliye bahut khusi oyi | Tuaklon Mil Kolun Bahoon Chunga Lugyay |        |
| Com te dius?                              | Tadah naa ki ai?                                          | Tusan naa ke aa?               | Tusan da naa kay ai?            | Tuadah Naa Kiya ai?                    |        |
| Em dic ...                                | Mera naa ... ai                                           | Mara naa ... e                 | Mera naa ... e                  | Maida na hayee ....                    |        |
| Com es diu el teu poble?                  | Tadhe pind/graan da ki na ai?/ Tadha pind/graan kehda ai? | Tusane graana naa ke aa?       | Tusan da graan kay aa?          | Tuadi wasti tha naa kiya hay?          |        |
| Sí                                        | Haanjhi                                                   | Ahaa                           | Ah                              | Haa                                    |        |
| No                                        | Naa                                                       |                                |                                 |                                        |        |
| T'agradaria (menjar) dolços?              | Barfi khaani ai?                                          | Barfi Kaso?                    | Barfi khaani e?                 | Barfi Khaani hay?                      |        |
| T'estimo.                                 | Mai tainu pyar kardan                                     | Mai tuki pyar karna            | Mai tusi pyar karna             | Mai Taiklo Pyar karaindaan             |        |
| Anem al cinema                            | Cinmeh chalye                                             |                                |                                 | Usaan Cenima Gaye hasaay               |        |
| On podria jo anar?                        | Mainu kitthe jana chaida hai?                             |                                |                                 | Maikoon Kithaan Waiyaraan Chahida hay? |        |